# Pokémon Diamond & Pearl
Pokémon Versiunea Diamond & Versiunea Pearl (ポケットモンスター ダイヤモンド&パール Poketto Monsutā Daiyamondo & Pāru?, "Pocket Monsters: Diamond & Pearl") sunt jocuri RPG create de către Game Freak și publicate de Nintendo pentru Nintendo DS. Împreuna cu remake-ul îmbunătățit Pokémon Platinum, jocurile reprezintă a patra generație din seria Pokémon. Prima dată a fost lansat în Japonia, pe 28 septembrie 2006, apoi în America de Nord, Australia și Europa de-a lungul anului 2007.
Precum jocurile Pokémon anterioare, Diamond & Pearl urmează aventurile unui tânăr antrenor Pokémon, cum ea/el se antreneaza și se luptă cu diferiți Pokémon-i in timp ce și contracareaza schemele unei organizații criminale. Jocul adaugă multe noi elemente, precum conexiunea Wi-Fi Nintendo și schimbări la mecanicile de lupta și concursurile Pokémon. De asemenea, versiunile sunt independente una de cealaltă dar au în mare parte același subiect și, deși amândouă pot fi jucate separat, este necesar să se facă schimb de Pokémon-i intre pentru a completa Pokedex-ul jocurilor.
Procesul de dezvoltare al Diamond & Pearl a fost anunțat la o conferința de presă Nintendo în al patrulea trimestru calendaristic al anului 2004. Jocurile au fost create cu caracteristici ale Nintendo DS-ului. Se prezicea că va lansat în Japonia în 2005, însă în schimb a aparut în 2006. O dată cu promovarea jocurilor, Nintendo a vândut o ediție limitata de Nintendo DS Lite în Japonia, și a ținut o petrecere de lansare în America de Nord.
Jocurile au primit, în general, recenzii favorabile. Majoritatea criticilor au lăudat adiția elementelor Wi-Fi și au simțit că modul de joc este, deși nu foarte diferit de jocurile anterioare, în continuare captivant. Parerile au fost împărtite pe grafică, totuși; și audio-ul a fost criticat pentru a fi primitiv. În ciuda acestor defecte, jocurile au avut succes comercial mai mare decât predecesorii pe Game Boy Advance: cu în jur de 18 milioane de exemplare vandute în toată lumea, Diamond & Pearl a vândut cu 5 milioane de exemplare mai mult decât Ruby & Sapphire, cu aproape 6 milioane de exemplare mai mult decât FireRed & LeafGreen , și cu 2 milioane de exemplare mai mult decât succesorii lor, Black & White.

## Modul de joc
Pokémon Diamond & Pearl sunt RPG-uri cu elemente de aventură. Mecanicile de bază ale jocului sunt în mare parte, aceleași cu jocurile anterioare. Și, la fel ca toate jocurile Pokémon pentru console portabile, modul de joc este din perspectiva persoanei a treia, și conține trei ecrane de bază: o hartă a zonei, în care jucătorul navighează; un ecran de luptă; și meniul, în care jucătorul își configurează echipa, obiectele, sau setările de joc. Acesta începe jocul cu un singur Pokémon, și poate captura mai mulți folosind Poké Ball-uri. Jucătorul își poate folosi Pokémon-ul și pentru a răni alți Pokémon-i. Când întâlnește un Pokémon sălbatic sau este provocat de un antrenor, ecranul se schimbă la o bătălie bazată pe rând unde Pokémon-ii lupta. În timpul acesteia, jucătorul se poate lupta, folosi un obiect, schimba Pokémon-ul, sau pleca (ultima nu e opțiune în cazul bătăliilor împotriva altor antrenori). Toți Pokémon-ii au puncte de hit (HP); când HP-ul Pokemon-ului este redus la zero, leșină si nu mai poate lupta până când nu este reînviat la centrul Pokémon sau cu un obiect. Dacă Pokémon-ul jucătorului învinge un altul (îl face să leșine), primește puncte de experiență. După ce a acumulat destule puncte de experiență, poate să-și crească nivelul; majoritatea Pokémon-ilor evoluează într-o nouă specie când ajung la un anumit nivel. Și statisticile Pokémon-ului cresc și poate învăța și o nouă mișcare. Dacă jucătorul anulează evoluția unui Pokémon va învăța noi mișcări mai repede.
Înafară de bătălii, prinsul Pokémon-ilor este unul dintre cele mai importante elemente ale jocurilor. Deși Pokémon-ii altor antrenori nu pot fi capturați, jucătorul poate folosi un Poké Ball pe un Pokémon sălbatic. O captură reușită adaugă acel Pokémon la echipa jucătorului sau poate fi stocat dacă deja are un maximum de șase Pokémon-i. Factori ce schimbă rata de succes a unei capturi includ HP-ul Pokémon-ului și puterea Poké Ball-ului folosit; cu cât mai mic e HP-ul Pokémon-ului și cu cât e mai puternic Poké Ball-ului, cu atât e mai mare rata de succes a capturii. De asemenea, anumite efecte precum somnul sau paralizia cresc rata de captură, făcând mai ușor să prindă Pokémon-i sălbatici. Fiecare specie își are propria rată de captură.

### Noi elemente
La fel ca toate celelalte generații de jocuri Pokémon, Diamond & Pearl reține modul de joc de bază a predecesorilor săi și, întroduce în același timp noi elemente. De la cele trei timpuri ale zilei din Gold & Silver, acum sunt cinci în Diamond & Pearl: dimineață, zi, după-amiază, seară, și noapte. In the game mechanics that depend on the time of day, afternoon counts as day, and evening counts as night.</ref>Diamond & Pearl întroduce mai multe schimbări la mecanica de luptă. In generațiile precedente, mișcările Pokémon-ilor erau clasificata ca fiind "fizice" sau "speciale" bazate pe tipul lor; spre exemplu, toate mișcările de foc erau speciale iar toate mișcările de pământ fizice. Totuși, în Diamond & Pearl, mișcările sunt clasificate în trei grupe. Atacurile care fac contact fizic cu adversarul se numesc "fizice", atacurile care nu fac contact fizic cu aceștia sunt "speciale", iar mișcările care nu provoacă daune directe sunt clasificate ca fiind de "status".
Unele din elementele noi ale jocurilor valorifică pe cele ale Nintendo DS-ului. Pokétch-ul (ポケッチ Poketchi?), un smartwatch simulat, folosește ecranul de jos al DS-ului și găzduiește aplicații precum un ceas, un calculator, o mapă, un contor și un suport de desenat. Acestea sunt obținute în timpul jocului. Sub suprafața Sinnoh-ului se află Underground (ちかつうろ Chikatsūro?), o zonă mare subterană pentru jocuri multiplayer prin wireless; în acest loc, jucătorii pot crea și decora baze secrete (prima data întâlnit în Pokémon Ruby & Sapphire) și participă la minijocuri. Diamond & Pearl folosește și un suport pentru Conecția Nintendo Wi-Fi, permițând jucătorilor să comunice prin chat cu voce, să facă schimb de Pokémon-i, și să se lupte online. Sistemul principal pentru schimbul de Pokémon-i este Global Trade Station, unde pot face schimb cu oameni din toată lumea. Jucătorii pot căuta Pokémon-i pe care nu i-au văzut în joc și să ii ofere pe ai lor; dacă un alt jucător oferă Pokémon-ului cerut și caută un Pokémon oferit, schimbul are loc imediat.(Schimbul nu este instant; o ofertă poate fi lăsată altor jucători să se uite, chiar dacă jucătorul e offline.)  Anumite specii de Pokémon-i schimbate internațional vor avea o intrare în Pokédex în limba jocului din care aparține.